# Raia-cauda-de-vaca
A raia-cauda-de-vaca (Pastinachus sephen) é uma espécie de raia da família Dasyatidae, amplamente distribuída na região do Indo-Pacífico e que ocasionalmente entra em habitats de água doce. Esta espécie é por vezes classificada nos gêneros Dasyatis ou Hypolophus (um sinônimo obsoleto de Pastinachus). A característica mais distintiva da raia-cauda-de-vaca é a grande dobra ventral em forma de bandeira em sua cauda, que se destaca especialmente quando a raia está nadando. Esta espécie é alvo de pesca comercial como fonte de shagreen [en] de alta qualidade, um tipo de couro, e suas populações estão agora ameaçadas por intensa exploração.

## Distribuição e habitat
A raia-cauda-de-vaca tem uma distribuição ampla nas águas tropicais do Indo-Pacífico, desde a África do Sul e o Mar Vermelho até o Japão e a Austrália, incluindo a Melanésia e a Micronésia. Elas são anfídromas e conhecidas por entrarem em estuários e rios. Esta espécie é a raia mais comumente relatada em água doce no Sudeste Asiático, com um registro no rio Ganges a cerca de 2,2 km do mar. Geralmente, são encontradas em fundos arenosos em águas costeiras e em recifes de coral até uma profundidade de 60 metros.

## Descrição

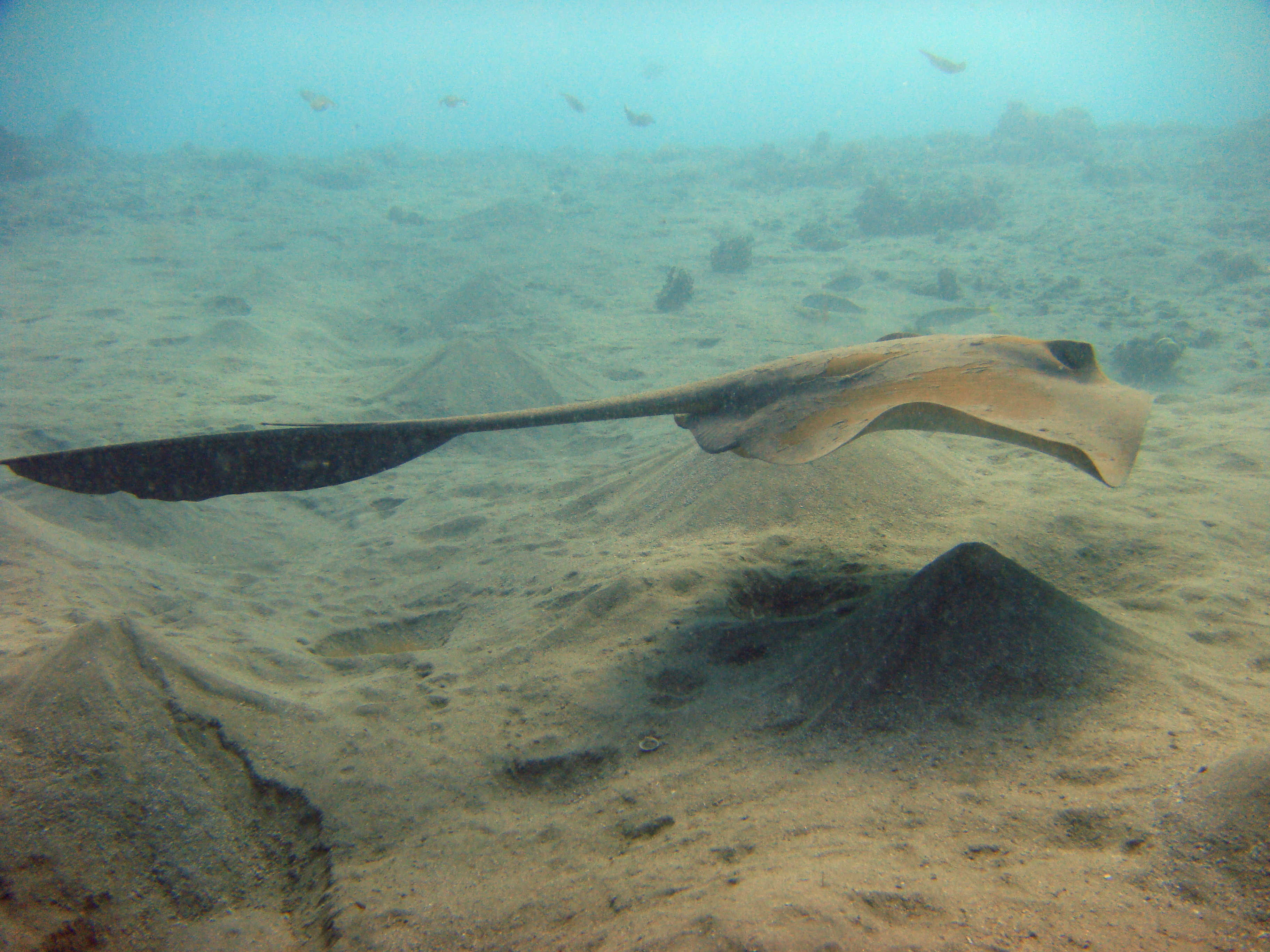
Raia-cauda-de-vaca nadando, mostrando a dobra ventral da cauda.

O disco da barbatana peitoral da raia-cauda-de-vaca é muito espesso, com margens anteriores quase retas e ápices arredondados, medindo de 1,1 a 1,3 vezes mais longo que largo. O focinho é amplamente arredondado e rombudo. Os olhos são muito pequenos e amplamente espaçados. A boca é estreita, com 20 fileiras de dentes hexagonais distintivos com coroas altas em cada mandíbula e cinco papilas no assoalho da boca. A cauda tem base larga, com uma extremidade filamentosa e um único espinho venenoso localizado bem atrás das barbatanas pélvicas. Não há dobra superior na cauda; a alta dobra ventral da cauda mede de 2 a 3 vezes a altura da cauda, mas não alcança a ponta.
A superfície do disco é coberta por uma ampla faixa de finos dentes dérmicos que se estende desde perto da ponta do focinho até a superfície superior da cauda, excluindo as margens extremas do disco. Recém-nascidos são completamente lisos, mas desenvolvem dentículos rapidamente após o nascimento. Os juvenis têm quatro tubérculos circulares no centro do disco, que muitas vezes se tornam indistintos nos adultos. A coloração é uniformemente marrom-acinzentada a preta na parte superior e majoritariamente branca na inferior. A dobra da cauda e a ponta são pretas. Esta espécie pode atingir 3 m de comprimento, 1,8 m de largura e 250 kg de peso.

## Biologia e ecologia

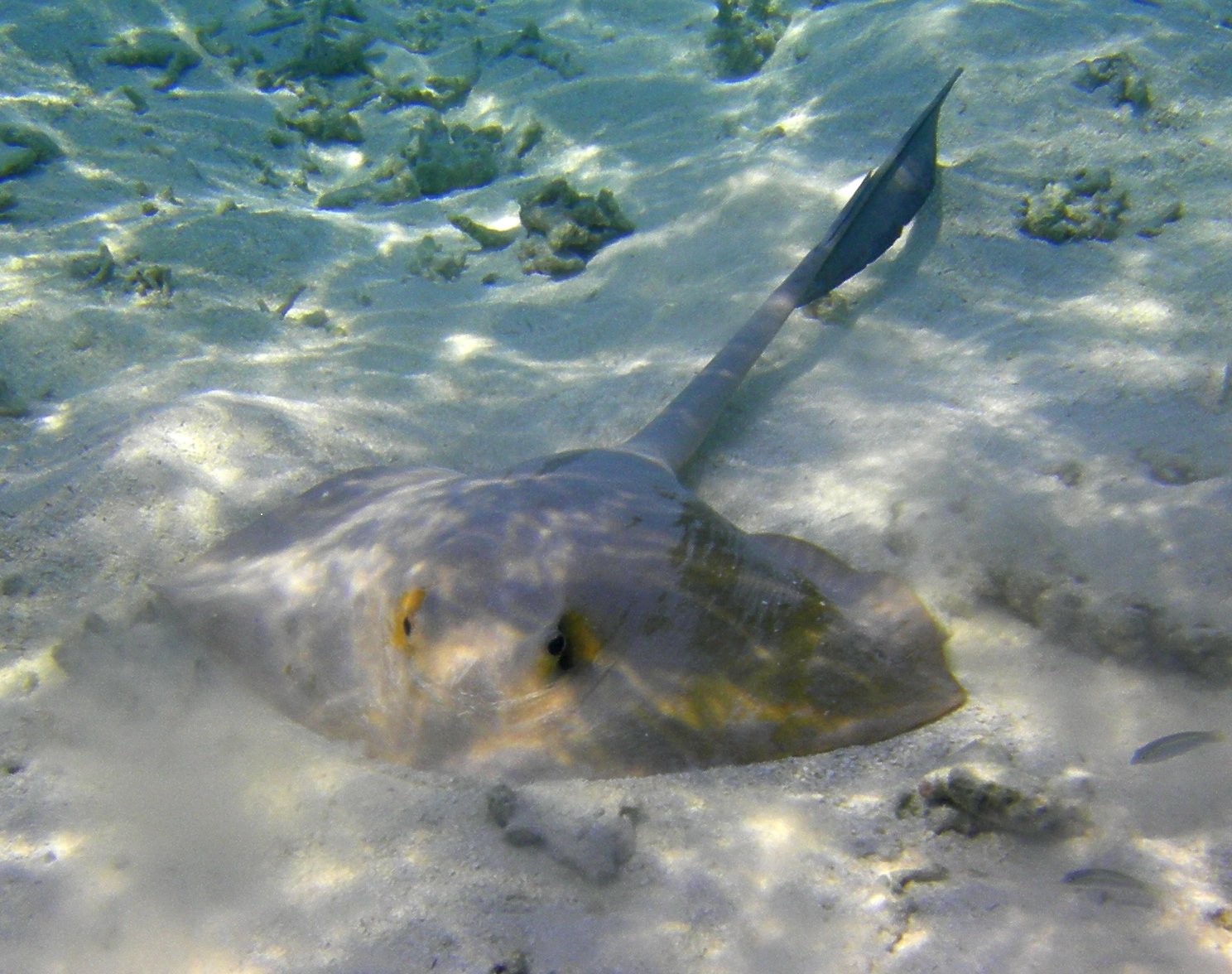
Raia-cauda-de-vaca em um banco de areia.

As raias-cauda-de-vaca são forrageadoras solitárias que se alimentam de peixes ósseos (incluindo leiognátidas, Nemipterus [en] e linguados), crustáceos, poliquetas, sipunculos e moluscos. Por sua vez, a raia é predada por várias espécies de tubarão-martelo e carcarrinídeos, bem como pelo golfinho-roaz (Tursiops aduncus). Quando ameaçadas, elas consistentemente fogem em um ângulo de 45° em relação ao predador, uma trajetória que lhes permite maximizar a distância percorrida enquanto mantêm o predador em seu campo de visão.
Como outras raias, a reprodução nesta espécie é ovovivípara, com os embriões sustentados no final do desenvolvimento por histotrofo ("leite uterino") fornecido por estruturas especializadas. As fêmeas dão à luz filhotes vivos que medem 18 cm de largura ou mais. Indivíduos jovens únicos foram relatados durante todo o ano no Estreito de Malaca; os juvenis têm focinhos mais pontiagudos que os adultos. Adultos são sometimes acompanhados por rêmoras ou carangídeos. Parasitas conhecidos dessa raia incluem Dendromonocotyle ardea, Decacotyle tetrakordyle e Pterobdella amara.
Observações de raias-cauda-de-vaca na Baía Shark, Austrália, mostram que esta espécie entra em áreas rasas e arenosas durante a maré alta para descansar por pelo menos quatro horas. Elas frequentemente formam pequenos grupos ao descansar, especialmente quando a visibilidade é baixa, como em águas túrbidas ou em condições de pouca luz. O tamanho típico desses grupos é de três indivíduos (grupos maiores, até nove, são raros), dispostos em uma formação de "roseta" com as caudas apontando para fora. Isso parece ser um comportamento antipredador, pois o arranjo circular próximo das raias permite que elas vejam predadores se aproximando de qualquer direção. A roseta também orienta suas caudas menos críticas, que contêm mecanorreceptores que formam um sistema de alerta secundário, em direção a potenciais ameaças. Os membros do grupo fogem em conjunto, reduzindo a capacidade de um predador de perseguir um indivíduo específico. As raias-cauda-de-vaca também formam preferencialmente grupos de espécies mistas com raias-psicodélicas (Himantura uarnak), provavelmente porque as raias-psicodélicas são mais capazes de detectar predadores devido às suas caudas mais longas.

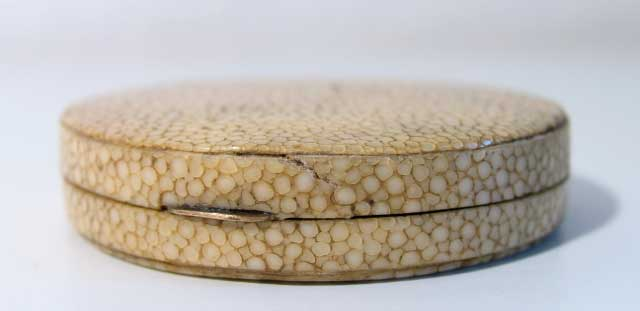
Uma caixa redonda antiga coberta com galuchat.

## Relação com humanos
O espinho serrilhado da raia-cauda-de-vaca é potencialmente perigoso, e esta espécie é considerada especialmente perigosa de manejar, pois sua longa cauda é capaz de alcançar por cima das costas para atingir alguém que a segure pela frente. Pequenas a moderadas quantidades dessa espécie são capturadas como captura acessória em arrastos e comercializadas para carne em toda a sua distribuição, e sua pele resistente é usada para polir madeira. Esta espécie também é a principal fonte de shagreen ou galuchat, um tipo de couro, pelo qual tem sido valorizada desde tempos antigos devido ao grande tamanho e arranjo regular de seus tubérculos dorsais (chamados de "pérolas" no comércio por sua aparência nacarada após serem lixados, daí o antigo nome "raia-perolada").
Um aumento no comércio internacional de shagreen desde os anos 1990, com o material sendo usado em vários acessórios de moda, de carteiras a canetas sofisticadas, levou à captura de enormes quantidades de raias-cauda-de-vaca no Sudeste Asiático. Como as raias têm reprodução lenta e longa expectativa de vida, há temores de que essa exploração não regulamentada seja insustentável e possa levar a um colapso populacional.

## Links externos
- Peixes da Australia: Pastinachus sephen